# Pandora's Clock - La Terra è in pericolo
Pandora's Clock - La Terra è in pericolo (Pandora's Clock) è una miniserie televisiva di due puntate del 1996 diretto da Eric Laneuville.
Fu trasmessa negli Stati Uniti il 10 e l'11 novembre 1996 sulla NBC mentre in Italia fu trasmessa in onda in prima TV assoluta su Canale 5 la sera di domenica 1º giugno 1997 e di giovedì 5 giugno 1997.
Le riprese furono girate nel maggio e giugno 1996 a Seattle.

## Trama
Un Boeing 747 con 247 persone, decollato da Francoforte, è diretto all'Aeroporto Internazionale John F. Kennedy di New York.
Dopo il decollo un passeggero muore infettato da un virus mortale. A questo punto, informati dell'accaduto, gli abitanti della Terra sono consapevoli che se l'aereo dovesse atterrare, il virus si spargerebbe.